# Lars Bjønness
Lars Bjønness, né le 27 juillet 1963 à Oslo, est un rameur d'aviron norvégien.

## Palmarès

### Jeux olympiques
- 1988 à Séoul
  -  Médaille d'argent en quatre de couple
- 1992 à Barcelone
  -  Médaille d'argent en quatre de couple[1]

### Championnats du monde
- 1987 à Copenhague
  -  Médaille d'argent en quatre de couple
- 1989 à Bled
  -  Médaille d'or en deux de couple
- 1993 à Račice
  -  Médaille d'argent en deux de couple
- 1994 à Indianapolis
  -  Médaille d'or en deux de couple